# Niphona lumawigi
Niphona lumawigi là một loài bọ cánh cứng trong họ Cerambycidae.